# Eustala lunulifera
Eustala lunulifera är en spindelart som beskrevs av Cândido Firmino de Mello-Leitão 1939. 
Eustala lunulifera ingår i släktet Eustala och familjen hjulspindlar. Inga underarter finns listade i Catalogue of Life.